# Varanus rudicollis
Espèce
Synonymes
- Uaranus rudicollis Gray, 1845
- Varanus swarti Mangili, 1962

Statut CITES
Le Varan à cou rugueux, Varanus rudicollis, est une espèce de sauriens de la famille des Varanidae.

## Répartition
Cette espèce se rencontre :
- dans le sud de la Thaïlande ;
- dans le sud de la Birmanie ;
- en Malaisie péninsulaire ;
- en Indonésie sur les îles de Sumatra, de Bornéo et de Bangka ainsi que dans les îles Riau.

Sa présence aux Philippines est incertaine.

## Publication originale
- Gray, 1845 : Catalogue of the specimens of lizards in the collection of the British Museum, p. 1-289 (texte intégral).